# ヴィールス (プロレスラー)
リカルド・アメスキータ・カルデーニョ（Ricardo Amezquita Cardeño、1968年12月9日 - ）は、メキシコ・メキシコシティ出身の男性プロレスラー。
リングネーム「ヴィールス」や「ダミアンシート」で知られる。CMLL所属。
ミニ・エストレージャ路線で活躍中。

## 来歴
1986年4月20日にバードボーイの名のマスクマンでデビュー。
1991年7月にはUWAにてUWA世界フェザー級王座を奪取。同ベルト敗北後はCMLLに移籍しピラタ・モルガンのパロディ「ピラチータ・モルガン」で登場。1992年にはAAAに移籍した。1995年には真正W★INGにダミアン666と共にパロディ「ダミアンシート」で来日。のちのCMLLに復帰し1996年2月にはCMLL世界ミニエストラージャ級王座を奪取。1998年5月に「ダミアンシート・エル・ゲレーロ」としてトーナメント決勝でオリエンタルを破り長らく空位だったナショナルライト級王座を奪取。ベルトを奪取を期に現在の顔にペイントの入った怪奇派レスラー「ヴィールス」を名乗る。1999年には大阪プロレスに来日、11月には薬師寺正人を破りCMLL・JAPANスーパーライト級王座を奪取。2000年8月リッキー・マルビンに敗れるまで所持。一時CMLLにてテクニコに転身。2003年11月にはロッキー・ロメロを破りCMLL世界スーパーライト級王座を奪取。2006年には全日本プロレスに来日。

## 得意技
- ヴィールス・クラッチ（デルフィン・クラッチと同型）
- ヴィールス・ストレッチ
- モトシクレタ

## 獲得タイトル
- UWA世界フェザー級
- メキシコナショナルライト級王座
- CMLL JAPANスーパーライト級王座
- CMLL世界スーパーライト級王座